# Gruppo UNA
Gruppo UNA S.p.A. è una catena alberghiera italiana di proprietà Gruppo Unipol S.p.A. e attiva in Italia nei segmenti 4 e 5 stelle. A maggio 2019 comprendeva 5.000 camere in 38 hotel, resort e aparthotel gestiti attraverso formule di leasing, franchising e management.

## Storia
Gruppo UNA S.p.A. nasce nel dicembre 2016 dall'integrazione di Atahotels, già rilevata dal Gruppo Unipol nel 2013, e UNA Hotels & Resorts.
Nell'aprile 2019 Gruppo UNA ha acquisito la gestione di Palazzo Ricasoli, nel centro di Firenze.

## Marchi
UNA Esperienze e UNAHOTELS sono i 2 marchi di Gruppo UNA S.p.A., rivolti rispettivamente ai segmenti upper-upscale e upscale. Due livelli di offerta alberghiera abbinati a tre modalità di gestione proposte da Gruppo UNA: affitto, management e franchising.